# Castelnau-Valence
Castelnau-Valence település Franciaországban, Gard megyében. Lakosainak száma 482 fő (2022. január 1.). Castelnau-Valence Brignon, Collorgues, Moussac, Saint-Césaire-de-Gauzignan, Saint-Dézéry és Saint-Maurice-de-Cazevieille községekkel határos.

## Népesség
A település népességének változása:
| Lakosok száma | 228  | 256  | 267  | 299  | 430  | 440  | 454  | 465  | 481  | 482  |
|               | 1968 | 1982 | 1990 | 2006 | 2013 | 2015 | 2017 | 2019 | 2020 | 2022 |